# Deomali
Deomali è una suddivisione dell'India, classificata come census town, situata nel distretto di Tirap, nello stato federato dell'Arunachal Pradesh. In base al numero di abitanti la città rientra nella classe V (da 5.000 a 9.999 persone).

## Geografia fisica
La città è situata a 27° 09' 31 N e 95° 28' 41 E.

## Società

### Evoluzione demografica
Al censimento del 2011 la popolazione di Deomali assommava a 6.648 persone, delle quali 3.393 maschi e 3.255 femmine. I bambini di età inferiore o uguale ai sei anni assommavano a 811.